# Carl Heinrich 'Schultzenstein' Schultz
Carl (o Karl) Heinrich Schultz (8 de juliol de 1798 a Altruppin – 22 de març de 1871), conegut com a Carl Heinrich 'Schultzenstein' Schultz, va ser un metge alemany i botànic. La denominació "Schultzenstein" és una referència al seu lloc de naixement; això era necessari distingir-lo del seu contemporani Carl Heinrich 'Bipontinus' Schultz, també un botànic alemany.
A partir de 1817 va estudiar medicina a Friedrich Wilhelms-Institut de Berlín, que té dissenys en una carrera com a metge militar. El 1825 es va convertir en professor associat de medicina. Més tard va viatjar a París, on va ascendir les seves teories que impliquen la circulació de la saba de les plantes. El 1833 va obtenir el títol de professor titular.
Va ser un defensor de la visió mística de Goethe de la "filosofia de la naturalesa" del món natural. En les seves investigacions sobre el sistema vascular en les plantes, va promoure idees en la seva funció anàloga al sistema circulatori dels animals.

## Treballs escrits
- Ueber den Kreislauf des Saftes im Schöllkraut, etc. 1822 (doctoral dissertació) - Sobre la circulació de la saba de la celidònia.
- Cyklose des Lebenssafts, 1841 - Ciclosi de saba vital en les plantes.
- Anaphytose od. Verjüngung der Pflanzen - Anafitosi o rejoveniment de la planta.
- Neuestes Sistema der Morphologie der Pflanzen, 1847 - Últim sistema sobre la morfologia de les plantes.
- Über Dau Verjüngung des menschlichen Lebens, (Segona edició de 1850) - El rejoveniment de la vida humana.
- Dau Verjüngung im Thierreich, 1854 - Rejoveniment en el regne animal.
- Allgemeine Krankheitslehre, (dos volums 1844–45) - Patologia general.
- Dau Heilwirkungen der Arzneien, Berlina 1846 - Els efectes terapèutics dels fàrmacs.[2]